# Compsobuthus birulai
Espèce
Compsobuthus birulai est une espèce de scorpions de la famille des Buthidae.

## Distribution
Cette espèce est endémique d'Abou Dabi aux Émirats arabes unis.

## Étymologie
Cette espèce est nommée en l'honneur d'Alexei Andreevich Byalynitsky-Birula.

## Publication originale
- Lourenco, Leguin & Duhem, 2010 : « Notes on the type material of Compsobuthus acutecarinatus (Simon, 1882) and C. maindroni (Kraepelin, 1900), and description of a new species from United Arab Emirates. » Zoology in the Middle East, vol. 50, no 1, p. 119-126.